# Il volo (film 1986)
Il volo è un film del 1986 diretto da Theodoros Angelopoulos.

## Trama
Spyros è un maestro di scuola elementare di mezza età in una sonnacchiosa cittadina del Nord dove si è trasferito con la famiglia. Dopo le nozze della giovane figlia sente un forte disorientamento nella sua dimensione di cittadino e decide, senza un'apparente motivazione, di tornare al vecchio mestiere di suo padre e di suo nonno: l'apicoltore. Carica le arnie su un camion comprato da poco e inizia un viaggio profondo e quasi irreale dall'Epiro al selvaggio e fiorito Sud, in una Grecia lontana dai circuiti turistici, ma dalle mille insegne scolorite e misere locande. Il viaggio è popolato da numerosi personaggi di un Paese povero e carente di risorse. Vecchi amici di famiglia, anziani contadini rassegnati alla morte e una splendida ragazza in cui Spyros cercherà un amore impossibile, che lo porterà a morire di suicidio straziato dalle punture delle sue api.

## Critica
Il volo è considerato l'opera più intima e lirica del maestro Angelopoulos dalla maggior parte della critica, grazie anche ad una straordinaria e commovente interpretazione di Mastroianni. Fra gli sceneggiatori figura anche Tonino Guerra.

## Curiosità
- Per il ruolo principale, il regista aveva inizialmente pensato a Gian Maria Volonté, che rifiutò.

## Censura
Nella versione italiana, più corta di 18 minuti, sono state eliminate due scene:
- Spyros assiste all'amplesso della ragazza con il suo giovane ospite, per poi fuggire dalla stanza.
- Nel cinema, la ragazza (completamente nuda) provoca Spyros e cerca di fare l'amore con lui, che rimarrà vestito simulando su di lei l'amplesso.